# زادنی تربان
زادنی تربان (به لاتین: Zadní Třebaň) یک منطقهٔ مسکونی در جمهوری چک است که در شهرستان برون واقع شده‌است. زادنی تربان ۳٫۵۷ کیلومتر مربع مساحت و ۷۳۲ نفر جمعیت دارد و ۲۵۵ متر بالاتر از سطح دریا واقع شده‌است.